# Ben Klassen
Pour les articles homonymes, voir Klassen.
Ben Klassen de son vrai nom Bernhardt Klassen, né le 7 ou le 20 février 1918 à Rudnerweide en Ukraine et mort le 6 août 1993, est un homme politique américain et un chef religieux qui se décrivait comme un « séparatiste blanc et puriste racial »[réf. nécessaire]. 
Il est le fondateur de l'Église du Créateur avec la publication de son livre Nature's Eternal Religion en 1973.
À un moment donné, Klassen était un législateur républicain de l'État de Floride, ainsi qu'un partisan de la campagne présidentielle de George Wallace. En plus de son travail religieux et politique, il était ingénieur électricien et inventeur d'un ouvre-boîtes électrique mural. Klassen avait des idées peu orthodoxes sur les régimes et la santé. Il était un hygiéniste naturel qui s’opposait à la médecine conventionnelle et préconisait un régime alimentaire à base de produits crus fruitariens[réf. nécessaire].

## Biographie
Klassen est né le 20 février 1918 à Rudnerweide en Ukraine, de Bernhard et de Susanna Klassen (née Friesen), un couple chrétien mennonite ukrainien. Il a deux sœurs et deux frères. Quand il a neuf mois, il attrape la fièvre typhoïde et faillit mourir. Ses premiers souvenirs sont ceux de la famine de 1921-1922. Il se souvient que son père avait rationné une tranche de pain noir pour le dîner[réf. nécessaire]. Klassen a été initié à la religion à l'âge de trois ou quatre ans. Quand il a cinq ans, la famille déménage au Mexique, où ils vivent pendant un an. En 1925, à l'âge de six ans, il s'installe avec sa famille à Herschel, en Saskatchewan, au Canada. Il a fréquenté la German-English Academy (maintenant Rosthern Junior College).
En 1973, il fonde l'Église du Créateur (COTC) avec la publication de Nature's Eternal Religion. Les membres individuels de l'église s'appellent Créateurs et la religion qu'ils pratiquent s'appelle Créativité.
En 1982, il établit le siège de son église à Otto, en Caroline du Nord. Klassen écrit qu'il a créé une école pour garçons. Le programme original est un programme d'été de deux semaines comprenant des activités telles que « randonnée pédestre, camping, entraînement au maniement des armes à feu, tir à l'arc, tennis, rafting en eau vive et autres activités de plein air saines », ainsi que des instructions sur « les objectifs et la doctrine »[réf. nécessaire]. 
En juillet 1992, George Loeb, ministre de l'église, est reconnu coupable du meurtre d'un marin noir à Jacksonville, en Floride. Craignant une condamnation entraînant la perte de 20 acres de terrain appartenant à l'église de Franklin, en Caroline du Nord, Klassen la vend à un autre suprématiste blanc, William Luther Pierce, auteur des Turner Diaries, pour 100 000 $.
Klassen est Pontifex Maximus de l'église jusqu'au 25 janvier 1993, date à laquelle il transfére le titre  à Rick McCarty.

### Racial Holy War
Ben Klassen a d'abord popularisé le terme « guerre sainte raciale » (Racial Holy War - RaHoWa) au sein du mouvement nationaliste blanc. Il a aussi régulièrement appelé les Noirs « nègres » dans le discours public ainsi que dans la littérature de la COTC, contrairement à de nombreux dirigeants nationalistes blancs qui utilisent des termes relativement plus polis en public. Klassen a écrit : « En outre, en cherchant le mot dans le dictionnaire de Webster, j'ai trouvé le terme nègre très descriptif : un terme vulgaire et offensif d'hostilité et de mépris pour l'homme noir. Je ne peux penser à rien qui définisse mieux et plus précisément quelle devrait être notre position… si nous voulons défendre l'intégrité raciale et la pureté raciale… nous devons adopter une position hostile à l'égard du nègre. Nous ne devons lui donner que du mépris »[réf. nécessaire]. 
Dans son livre de 1987, Rahowa - Cette planète est à nous, il affirme que les Juifs ont créé le christianisme dans le but d'affaiblir les Blancs, et il a déclaré que la priorité absolue devrait être de « briser le Behemoth juif ».